# Hugo Zemelman Merino
Hugo Zemelman (nacido como Hugo Hernán Zemelman Merino, el 7 de octubre de 1931 en Concepción, Chile. Fallecido el 3 de octubre de 2013 en Pátzcuaro, México) académico, maestro, pensador, sociólogo y epistemólogo latinoamericano.

## Reseña biográfica
Hugo Zemelman nació en Concepción, República de Chile en 1931. Estudió la Licenciatura de Derecho en la Universidad de Concepción, luego una Maestría en Sociología en la Facultad Latinoamericana de Ciencias Sociales y una especialización en Sociología Rural en la Universidad de Wageningen, Holanda. Se casó con Nancy Schmauk y tuvo 3 hijos: Alejandra Zemelman, Valeria Zemelman y Diego Zemelman. Después del golpe militar del 1973 llegó a México en donde trabajó en instituciones como El Colegio de México, la Universidad Nacional Autónoma de México y la Facultad Latinoamericana de Ciencias Sociales.
Su preocupación por los asuntos educativos dató desde los años iniciales de su carrera, pero sobre todo en 1973 cuando obtuvo una beca de la UNESCO para escribir un texto sobre metodología para alumnos de estudios superiores. Sin embargo, esta sería cancelada posteriormente por el Gobierno de Chile por razones extrañas, como él mismo lo dice.
Sus publicaciones abarcan problemas agrarios, movimientos sociales, asuntos de los regímenes militares chilenos, cultura política, el Estado y, sobre todo, metodología y epistemología. Estas últimas se plasman a partir de la edición de “Historia y política del conocimiento; discusiones acerca de las posibilidades heurísticas de la dialéctica” (UNAM, 1983). Después de este texto vinieron la publicación de numerosos libros y artículos relacionados con temas de teoría del conocimiento y metodología. Durante el último periodo de su vida se desempeñó como investigador de El Colegio de México. En el año de 2004 fundó, junto con la Dra. Estela Quintar el Instituto Pensamiento y Cultura en América Latina (IPECAL), del cual sería Director hasta su partida. El 3 de octubre del año 2013 Hugo Zemelman Merino falleció en las instalaciones de CREFAL en Pátzcuaro, México.

## Premios y reconocimientos
- Huésped de Honor La Ciudad de Cartagenas de Indias le hace un Homenaje "por su aporte teórico y metodológico a las ciencias y al movimiento social, y en especial por su vinculación a la ciudad desde IPECAL (Instituto de América Latina) con un Diplomado para Líderes sociales y un Doctorado para investigadores sociales. Se le declara (entre varias entidades y la secretaría de educación) Huésped de Honor. Cartagena en 13 de mayo de 2012. Colombia.

- 20 años de servicio académicos Universidad Nacional Autónoma de México otorga diploma a Hugo Hernán Zemelman Merino, por sus 20 años de servicio académicos en esta institución. Ciudad Universitaria, D.F., marzo de 2004.

- Sindicato Nacional de Trabajadores de la educación. Movilización social rumbo al 4° Congreso Nacional de Educación. “Jornadas por la educación” Debate Estatal: Estado de México. Otorga el presente Reconocimiento al Dr. Hugo Zemelman Merino. Por su participación comprometida para impulsar y fortalecer una educación pública de calidad que México debe concretar al inicio del tercer milenio. Toluca, Mex. a 22 de marzo de 2007.

- Benemérita Universidad Autónoma de Puebla, Facultad de Derecho y Ciencia Sociales Maestría en Ciencias Políticas otorga el reconocimiento Dr. Hugo Zemelman por su brillante participación como autor del libro: “La Voluntad de Conocer”. Puebla de Zaragoza a 26 de mayo de 2006.

Homenajes
- “Cátedra Abierta de América Latina: Dr Hugo Zemelman”, otorgado el 2 de julio por el Instituto Académico Pedagógico de Ciencias Sociales de la Universidad Nacional de Villa María, Argentina.

- Homenaje Periódico “Manantial” difundido por IPECAL, edición n°6. Enero 2014.
- Artículo "El joven Zemelman" (Homenaje) escrito por Marcos R. López IPECAL publicado en Revista Kavilando. 2014
- Artículo "Zemelman, testigo de una época", escrito por Héctor J. Sarmiento en homenaje al Dr. Hugo Zemelman y publicado en la revista Teuken Bidikay en su edición 04 de 2014.
- Primer Encuentro Latinoamericano de Pensamiento y Reflexión sobre la obra del Mtro. Hugo Zemelman en la Universidad de Manizales, Colombia el 24 y el 25 de abril de 2014.
- Encuentro Pensamiento Latinoamericano: un desafío al despliegue de lo posible. Homenaje al Maestro Hugo Zemelman en la Universidad Autónoma Latinoamericana UNAULA los días 12 y el 13 de mayo de 2014 en Colombia.
- Conferencia Especial en honor a la obra del Doctor Hugo Zemelman llamada “En el marco del Primer Congreso de Teoría y Filosofía de la Historia "Construcción de Realidades", convocado por la Escuela Nacional de Antropología e Historia de México que se realizó el jueves 22 de mayo de 2014 y fue impartido por la Dra. Estela Quintar.
- Homenaje a Hugo Zemelman con la conferencia "Los horizontes de la razón en Latinoamérica" realizada el 10 de junio de 2014 en la Facultad de Filosofía y Letras de la UNAM, en el marco del Seminario de Perspectivas Críticas en Educación de México y América Latina.

Becas:
- Obtención de una beca de UNESCO para escribir un texto sobre Metodología para alumnos de estudios superiores, mayo, 1973 Cancelada posteriormente por el Gobierno de Chile por razones extrañas a su contenido.
- Obtención de una beca máxima categoría de la Fundación Friedrich Ebert para continuar investigaciones iniciadas, enero de 1974

## Publicaciones
- El migrante rural. Instituto de Capacitación e Investigación en Reforma Agraria, (ICIRA); Santiago de Chile, 1971. 153 p.
- Génesis del proceso político actual: El movimiento popular y las alianzas de clases en la década de 1930 Ed. Quimantú, Chile, Santiago, 1971; (en prensa su reedición por la Universidad Autónoma de México).
- El campesinado: clase y conciencia de clase: Factores determinantes en el surgimiento de la conciencia de clase: Ed. Nueva Visión, Buenos Aires, 1972.
- Con Petras, James F. Peasants in revolt; a Chilean case study, 1965 1971. Latin American monographs, 28; Austin, Tex.: Institute of Latin American Studies, University of Texas, 1972. 154 p.
- Con Faletto, Enzo, Ruiz, Eduardo Génesis histórica del proceso político chileno. Colección Camino Abierto, Serie Análisis, 3; Santiago, Chile: Nacional Quimantú, 1972. 118 p.
- Culiprón: Un caso de lucha campesina. (En colaboración con James Petras) Ed. Quimantú, Santiago, 1972: traducido al inglés con el título "Peasant Revolts", Pennsylvania State University Press, 1973.
- Notas sobre cultura y creación política. HSDRSCA, 605/ UNUP, 286; Tokyo: United Nations University, Project on Socio Cultural Development Alternatives in a Changing World, 1981. 16 p.
- Historia y política en el conocimiento; discusión acerca de las posibilidades heurísticas de la dialéctica. Serie Estudios, 71; México: Facultad de Ciencias Políticas y Sociales, Universidad Nacional Autónoma de México, 1983. 88 p.
- Estado, poder y lucha política. Ed.Villicaña,S.A., México, 1986, 241 p.
- (En colaboración) Desarrollo a Escala Humana. Una opción para el futuro. Cepaur-Fundación Dag Hammarskjold, en Development Dialogue, número especial, 1986.
- Chile el régimen militar, la burguesía y el estado; (panorama de problemas y situaciones 1974 87). Avances, 1; Santiago, Chile: Centro de Estudios Sociales, 1987. 32 p.
- (Coord.) Método y Teoría del Conocimiento. Un debate. Revista Mexicana de Sociología. Año XLIX/ Vol. XLIX núm. 1, enero-marzo de 1987.
- Conocimiento y sujetos sociales; contribución al estudio del presente. Jornadas, 111; México: El Colegio de México, 1987. 226p.
- Uso Crítico de la Teoría. En Torno a las Funciones Analíticas de la Totalidad. El Colegio de México-Universidad de las Naciones Unidas, 1987. 229 p.
- De la historia a la política; la experiencia de América Latina. Biblioteca América Latina: actualidad y perspectivas; México: Siglo XXI, 195 p., 1989.
- Crítica epistemológica de los indicadores. Jornadas, 114; México: Centro de Estudios Sociológicos, El Colegio de México, 1989. 175 p.
- (Comp.) Cultura y Política en América Latina. Siglo XXI, Universidad de las Naciones Unidas, 1990.
- Cultura y política en América Latina. (Comp.) Biblioteca América Latina: actualidad y perspectivas; México: Siglo XXI, 1990. 378 p.
- (Coord.) Epistemología y Educación. Revista Mexicana de Sociología. Año LIII, no. 4, Oct-Dic, 1991.
- Los Horizontes de la Razón. Vol. 1 y 2. Ed. Anthropos, Barcelona, 1992.
- Determinismos y Alternativas de las Ciencias Sociales Latinoamericana. (coord.). Ed. Nueva Sociedad, Caracas, 1995.
- Problemas Antropológicos y Utópicos del Conocimiento. Jornada 126. El Colegio de México, 1996. Colección de ensayos.
- Horizontes de la Razón III: Uso crítico de la teoría. El orden del movimiento, Editorial Anthropos, Barcelona 2011.
- Umbrales: el problema de la subjetividad social. (Coord.) Ed. Anthropos, Barcelona 1998.
- Conversaciones Didácticas: El conocimiento como desafío. (Seminario impartido en la Facultad de Ciencias de la Educación, Universidad Nacional del Comahue, Argentina), 1998.
- El futuro como ciencia y utopía (ensayo en folleto y video). Colección las Ciencias y las Humanidades en los Umbrales del Siglo XXI, CEIICH-UNAM, enero de 1998.
- Utopía (ensayo), Colección Conceptos, CEIICH-UNAM, junio de 1998.
- Reflexiones en tiempos de globalización. Reformas de Estado y Reformas Educativas. La crisis de las ciencias sociales, Centro Boliviano de Investigación y Acción Educativas, Ediciones CEBIAE, la Paz, agosto de 1999.
- Necesidad de Conciencia, Un modo de construir conocimiento. Anthropos, Barcelona 2002, pp. 138, ISBN 84-7658-630-2
- Voluntad de Conocer, Editorial Anthropos, Barcelona, 2005
- El Ángel de la Historia. Editorial Anthropos, Barcelona, 2007
- Pensar y poder. Razonar y gramática del pensar histórico. Siglo XX1 e UNICACH, 2012.
- Lecciones teórico-políticas de la Coyuntura en Chile (1970-1973). Teuken Bidikay Vol. 4 N° 4. e-ISBN 2619-1822 Medellín, 2013